# Итурриага Барберан, Хосе Антонио де
Хосе Антонио де Итурриага Барберан (исп. Jose Antonio de Yturriaga Barberán, Гранада, 12 октября 1936) — испанский дипломат, бывший посол Испании в ряде стран.

## Биография
В 1958 году окончил Севильский университет, имеет воинское звание лейтенанта морской пехоты. В 1965 году окончил Мадридский университет со степенью доктора права.
С 1965 года работал на различных должностях в посольстве Испании в Либерии, Германии, Португалии, Ираке, Ирландии, РФ, Армении, Азербайджане, Беларуси, Грузии, Казахстане, Кыргызстане, Таджикистане, Туркменистане и Узбекистане и МИД Испании, ООН.
С 1978 года доцент юридической кафедры и заведующий кафедры дипломатического и консульского права факультета политических наук Мадридского университета; доцент международного права Дипломатической школы; приглашённый профессор академии международного права в Гааге.
С 1998 года почетный доктор Московского лингвистического университета.
Состоит членом организаций по международному праву — Ассоциация международного права, Intelsat и других  — в различных странах (Нидерланды, Великобритания, Аргентина).
В 2006 году ушел в отставку. Имеет государственные награды Испании и Франции. Женат, 24 июня 1964 года, имеет троих детей.